# 블루 피리어드

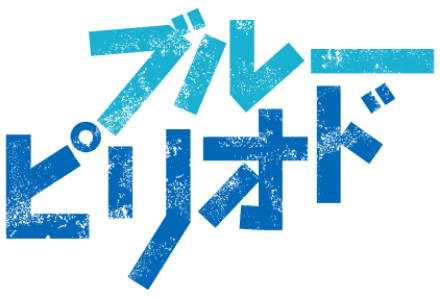

블루 피리어드(일본어: ブルーピリオド, Blue Period)는 일본의 만화가인 야마구치 츠바사가 그린 만화이다. 월간 애프터눈(코단샤)에서 2017년 8월호부터 연재 중이다. 단행본은 2022년 11월 기준으로 13권까지 나왔다. 2021년 2월 현재 단행본의 누계 발행 부수는 300만 부를 돌파하고 있다.
대한민국에서는 시프트코믹스에서 전자책으로만 나오고 있다.
그림 그리는 재미에 눈뜬 주인공을 중심으로 미술대학 입시학원이나 입시 과정에서의 고민이 그려지는 이야기다.
애니메이션은 세븐 아크스에서 만들어 마이니치 방송·TBS 계열 등에서 2021년 10월 2일부터 12월 18일까지 방영되었다.